# Zoropsidae
Famille
Synonymes
- Zorocratidae Dahl, 1913
- Tengellidae Dahl, 1908

Les Zoropsidae sont une famille d'araignées aranéomorphes.

## Distribution

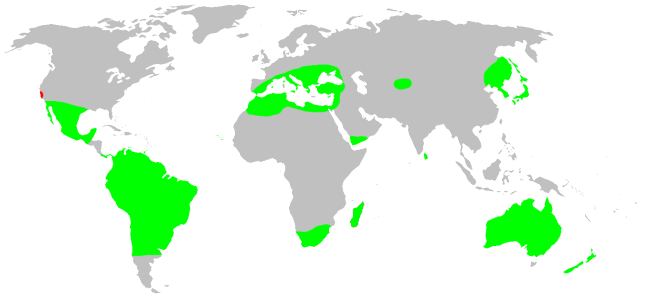
Distribution

Les espèces de cette famille se rencontrent en Océanie, en Amérique, en Afrique, en Asie et en Europe du Sud.

## Description
Ce sont des araignées errantes d'aspect similaire aux Lycosidae. Sur le céphalothorax, on distingue un « masque ».
Certaines espèces sont appelées « araignée Nosfératu » ; leur morsure est douloureuse mais pas dangereuse.

## Paléontologie
Cette famille est connue depuis le Paléogène.

## Liste des genres
Selon World Spider Catalog (version 25.0, 23/05/2024) :
- Akamasia Bosselaers, 2002
- Anachemmis Chamberlin, 1919
- Austrotengella Raven, 2012
- Birrana Raven & Stumkat, 2005
- Cauquenia Piacentini, Ramírez & Silva, 2013
- Chinja Polotow & Griswold, 2018
- Ciniflella Mello-Leitão, 1921
- Devendra Lehtinen, 1967
- Griswoldia Dippenaar-Schoeman & Jocqué, 1997
- Hoedillus Simon, 1898
- Huntia Gray & Thompson, 2001
- Itatiaya Mello-Leitão, 1915
- Kilyana Raven & Stumkat, 2005
- Krukt Raven & Stumkat, 2005
- Lauricius Simon, 1888
- Liocranoides Keyserling, 1881
- Megateg Raven & Stumkat, 2005
- Pamiropsis Marusik & Fomichev, 2024
- Phanotea Simon, 1896
- Pseudoctenus Caporiacco, 1949
- Socalchemmis Platnick & Ubick, 2001
- Takeoa Lehtinen, 1967
- Tengella Dahl, 1901
- Titiotus Simon, 1897
- Uliodon L. Koch, 1873
- Wiltona Koçak & Kemal, 2008
- Zorocrates Simon, 1888
- Zoropsis Simon, 1878

Selon World Spider Catalog (version 23.5, 2023) :
- † Cymbioropsis Wunderlich, 2017
- † Eomatachia Petrunkevitch, 1942
- † Eoprychia Petrunkevitch, 1958
- † Eotrechalea Wunderlich, 2004
- † Pseudoeoprychia Wunderlich, 2017
- † Succiniropsis Wunderlich, 2004

## Systématique et taxinomie
Cette famille a été décrite par Bertkau en 1882.
Les Zorocratidae et les Tengellidae ont été placées en synonymie par Polotow, Carmichael et Griswold en 2015.
Cette famille rassemble 181 espèces dans 28 genres actuels.

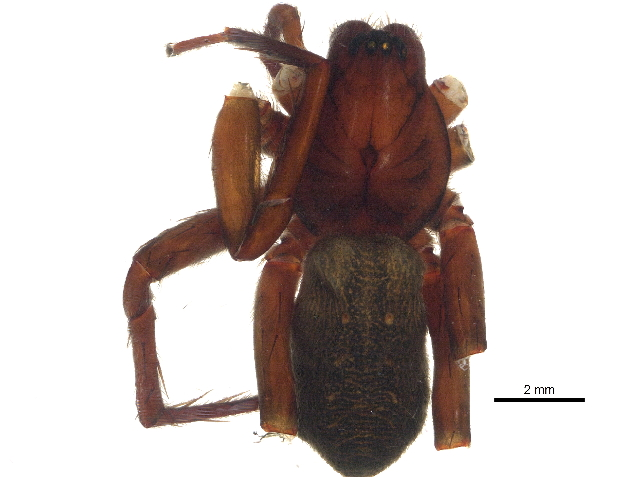
Anachemmis linsdalei
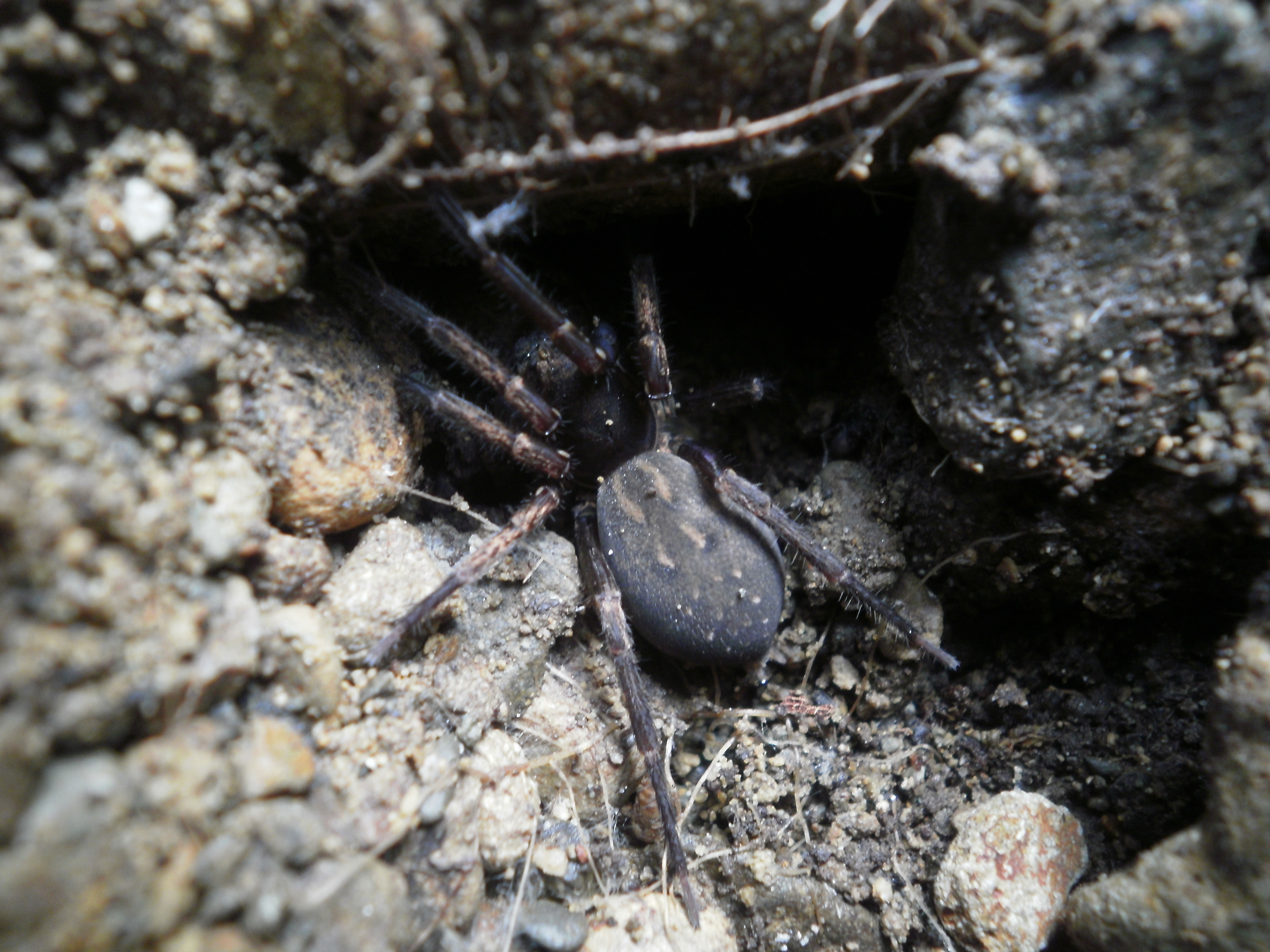
Uliodon sp.
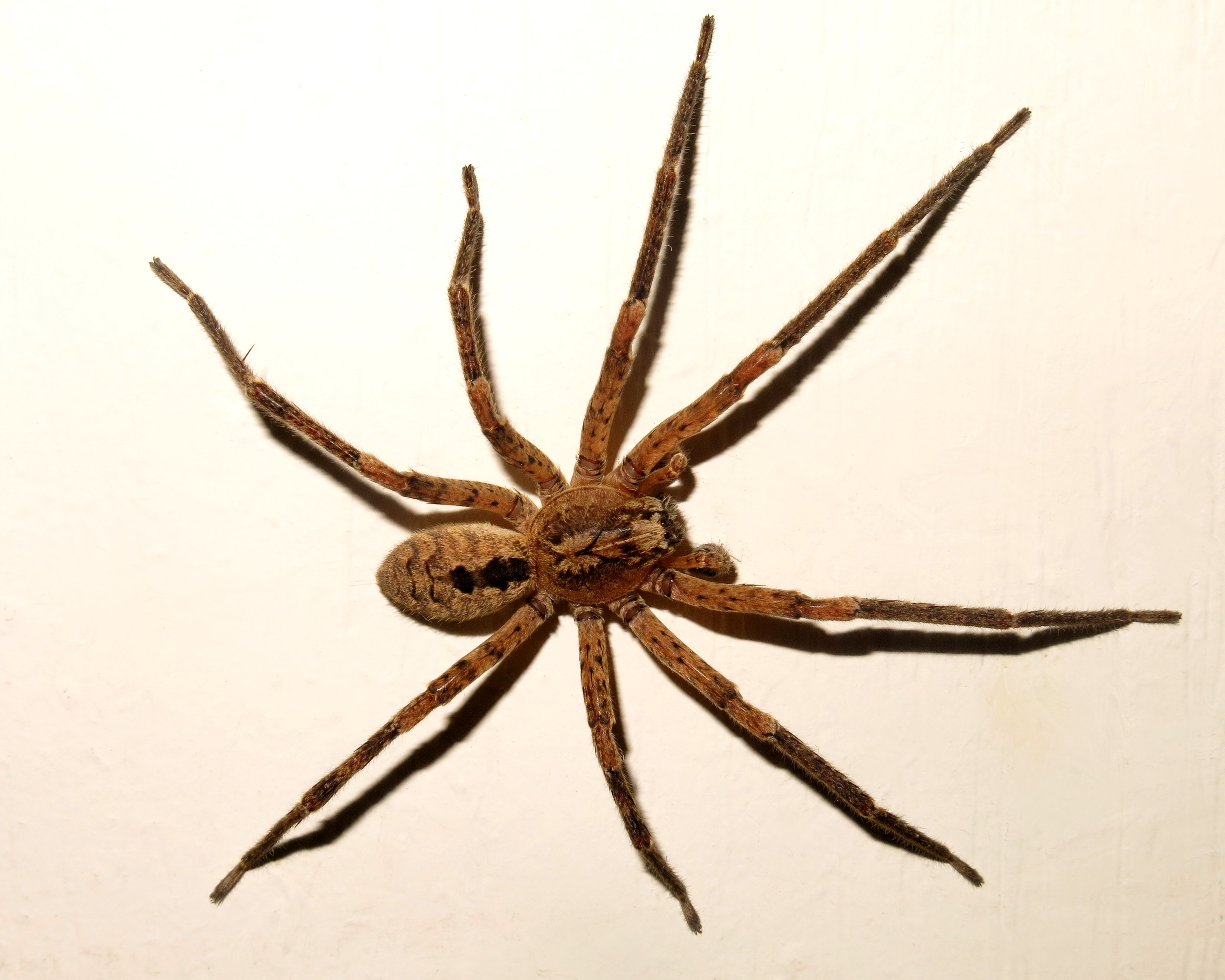
Zoropsis spinimana

## Publication originale
- Bertkau, 1882 : « Über das Cribellum und Calamistrum. Ein Beitrag zur Histologie, Biologie und Systematik der Spinnen. » Archiv für Naturgeschichte, vol. 48, p. 316-362 (texte intégral).